# Jacob van Swanenburgh

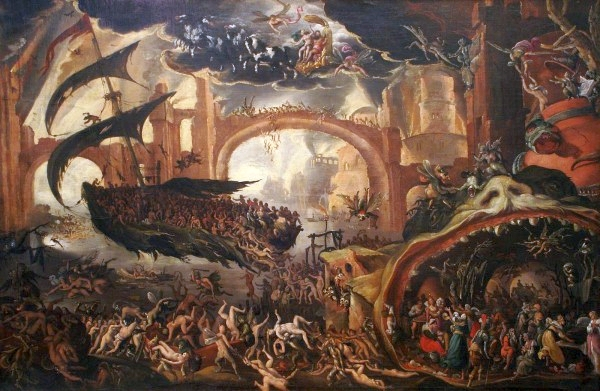
"Aeneas och Sibilla i underjorden" (ca 1625), Nationalmuseet i Gdańsk.

Jacob van Swanenburgh (nederländskt uttal: [ jaːkɔp fɑn sʋaːnə (m) bʏrx]), född 1571 i Leiden i provinsen Zuid-Holland i Nederländerna, död 1638 i Leiden, var en målare från den holländska guldåldern under 1600-talet. Han var den äldste av tre söner till Isaac van Swanenburgh och lärare till den unge Rembrandt.

## Biografi
Swanenburgh lärde sig måla av sin far, som hade varit elev till Frans Floris, enligt Arnold Houbraken (1660-1719), som var en holländsk målare och skriftställare från Dordrecht. Nu är Houbraken mest ihågkommen som biograf av konstnärer från den holländska guldåldern. Den holländska guldåldern (nederländska: Gouden Eeuw [ˈɣʌu̯də(n) ˈeːu̯]) var en period i holländsk historia, som spänner över 1600-talet, där holländsk handel, vetenskap, militärhistoria och konst var bland de mest hyllade i världen. Nederländerna var på 1600-talet den ledande handelsnationen i Europa och  hade framträdande konstnärer och vetenskapsmän.
Enligt Houbraken och Nederländska institutet för konsthistoria (nederländska: Rijksbureau voor Kunsthistorische Documentatie eller RKD) i Haag, lämnade Swanenburgh Venedig omkring 1591, var bosatt i Neapel i tio år, 1605-1615, och gifte sig där. År 1615 återvände han till Leiden utan sin familj. Två år senare, år 1617, gjorde han en annan resa tillbaka till Neapel och han bestämde sig 1618 för att definitivt flytta med sin fru och barn och bosätta sig permanent i Leiden, där han blev en framgångsrik konstnär.
Staden Leiden hade ett speciellt anseende efter sina utomordentliga insatser under den spanska belägringen 1574, var ett kulturcentrum under "Guldåldern" på 1600-talet. Swanenburghs hem och ateljé var på Langebrug 89, där han också undervisade sina elever. Rembrandt van Rijn var hans mest berömda elev och han undervisades av Jacob van Swanenburgh i Leiden under åren 1620-1623. Swanenburgh målade både genre, historiska scener, religiösa scener och porträtt. Swanenburghs arbeten finns i flera museisamlingar, däribland i Nederländerna, Tyskland, Danmark, Polen och Ryssland.